# Râul Recea, Râul Oii
Râul Recea este un curs de apă, afluent al Râului Oii. 